# Société aéroportuaire
Une société aéroportuaire est en France une société créée, conformément à la loi Aéroports de 2005, pour gérer un aérodrome.

## Historique
Le changement de statut des aéroports français appartenant à l'État s'est fait sous trois formes :
- la loi du 13 août 2004 relative aux libertés et responsabilités locales a prévu le transfert aux collectivités territoriales de la propriété, l'aménagement, l'entretien et la gestion de 150 aérodromes de l'État qui ne sont pas considérés d'intérêt national ou international ;
- la loi Aéroports de 2005 a transformé l'établissement public Aéroports de Paris, qui possède et gère les aéroports parisiens, en société anonyme ;
- la même loi a créé les sociétés aéroportuaires pour gérer les grands aéroports régionaux, dont la propriété demeurait conservée majoritairement par l'État.

## Régime juridique
Le capital de ces aérodromes est détenu initialement par des personnes publiques : État (60 %), chambres de commerce et d'industrie (25 %) et collectivités territoriales (15 %).
En 2010, l'État réfléchit à une cession d'une partie de sa part dans ces aéroports, en particulier pour les aérodromes de Lyon, Bordeaux et Toulouse.
Le projet de loi 4D, qui sera débattu au printemps 2021, prévoit le transfert d'aéroports (hors aéroports d'intérêt national ou international) vers les collectivités territoriales volontaires.

## Aérodromes concernés
Ce statut concerne les aérodromes civils d'intérêt national ou international appartenant précédemment à l'État et dont la gestion était concédée à une chambre de commerce et d'industrie. Ces aérodromes sont les suivants : 
| Aéroports concernés                    | Nom de la société aéroportuaire         | Date du transfert |
| -------------------------------------- | --------------------------------------- | ----------------- |
| Bordeaux-Mérignac                      | SA Aéroport de Bordeaux-Mérignac        | mai 2007          |
| Lyon - Saint-Exupéry et Lyon-Bron      | SA Aéroports de Lyon                    | mars 2007         |
| Marseille-Provence et Aix - Les Milles | Aéroport Marseille-Provence SA          | juin 2014         |
| Montpellier Méditerranée               | SA Aéroport de Montpellier-Méditerranée | juin 2009         |
| Nice-Côte d'Azur et Cannes - Mandelieu | SA Aéroports de la Côte d'Azur          | juin 2008         |
| Strasbourg-Entzheim                    | Société aéroport Strasbourg-Entzheim    | mai 2011          |
| Toulouse-Blagnac                       | SA Aéroport Toulouse-Blagnac            | mars 2007         |
| Fort-de-France - Le Lamentin           | SA Aéroport de Martinique Aimé-Césaire  | juin 2012         |
| Pointe-à-Pitre - Le Raizet             |                                         |                   |
| Saint-Denis - Gillot                   |                                         |                   |
| Cayenne - Félix Éboué                  |                                         |                   |